# Magazinieren

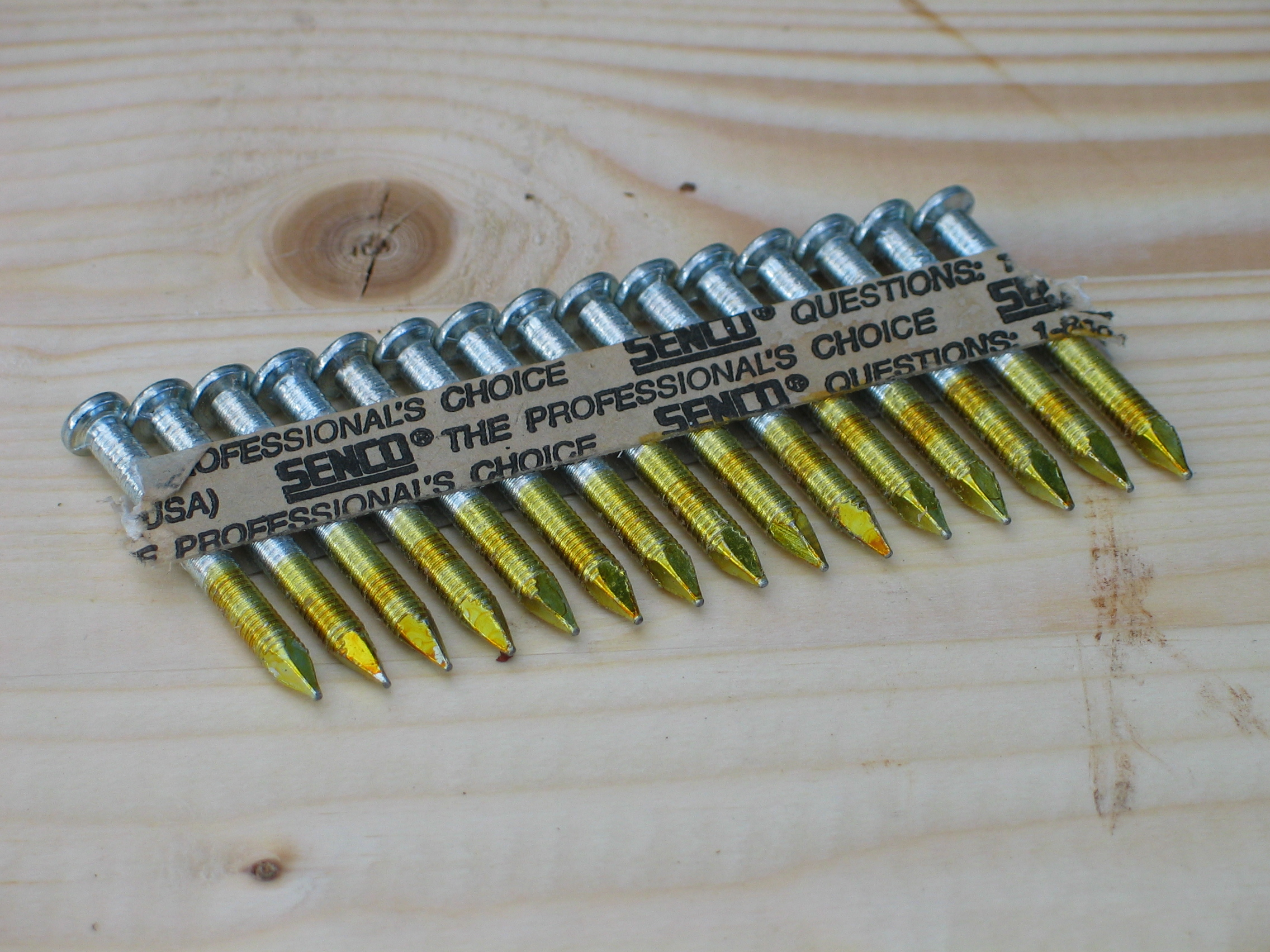
Magazinierte Nägel

Das Magazinieren ist eine Form des Speicherns von Werkstücken. Beim Magazinieren werden die Werkstücke in einem Magazin in einer geordneten Position gespeichert. Beim Bunkern dagegen werden sie ungeordnet gespeichert.
Das Magazinieren ist daher aufwendiger als das Bunkern, die Entnahme der Werkstücke ist jedoch einfacher und kann auch leicht mit Industrierobotern geschehen.
Es werden folgende Magazine unterschieden:
Trichtermagazine
Die Bauteile liegen in einem Trichter und werden von unten entnommen.
Schachtmagazine
Die einzelnen Werkstücke liegen übereinander in einem Schacht; dazu gehören auch Patronen-Magazine für Waffen.
Rollbahnmagazin
Runde Bauteile befinden sich in einer geneigten Ebene und rollen die Bahn entlang. Die Seitenflächen sorgen dafür, dass sich die Werkstücke nicht seitlich verdrehen können.
Stufenmagazin
Hier befinden sich mehrere geneigte Ebenen übereinander.
FörderbandmagazinDie Werkstücke werden geordnet auf einem Ende eines Förderbandes abgelegt und am anderen Ende wieder entnommen.
Gleitbahnmagazin
Wie das Rollbahnmagazin, nur dass die Werkstücke nicht rollen, sondern über die Oberfläche gleiten (Rutschen)
Kettenmagazin
In einer umlaufenden Kette (meist eine Gliederkette) befinden sich Halterungen für einzelne Werkstücke. Wird oft als Werkzeugmagazin bei Werkzeugmaschinen genutzt.
Hubmagazin
Die Werkstücke liegen in einer Vertiefung übereinander gestapelt. Durch einen Mechanismus werden sie aus der Vertiefung gehoben.
Palettenmagazin
Die Werkstücke befinden sich auf einer speziellen Palette, in der es Vertiefungen gibt, in die die einzelnen Werkstücke hineinpassen. Ähnelt den Blistern von Pralinenverpackungen.
Drehteller oder Revolver
Die Werkstücke befinden sich am Rand eines drehbaren runden Tisches. Wird ebenfalls häufig für Werkzeuge an Werkzeugmaschinen genutzt.